# Vollenhovia escherichi
Vollenhovia escherichi är en myrart som beskrevs av Auguste-Henri Forel 1911. Vollenhovia escherichi ingår i släktet Vollenhovia och familjen myror. Inga underarter finns listade i Catalogue of Life.